# エーデルワイス賞
エーデルワイス賞（エーデルワイスしょう）は、ホッカイドウ競馬で施行される地方競馬の重賞競走（ダートグレード競走、JpnIII）である。農林水産大臣より寄贈賞を、報知新聞社より優勝杯の提供を受けており、名称は「農林水産大臣賞典 報知新聞社杯 エーデルワイス賞」と表記している。
副賞は、農林水産大臣賞、株式会社報知新聞社賞、日本中央競馬会理事長賞、日本馬主協会連合会長奨励賞、（一社）日本地方競馬馬主振興協会会長賞、地方競馬全国協会理事長賞、公益社団法人日本軽種馬協会会長賞、北海道知事賞（2024年）。

## 概要
1998年にサラブレッド系3歳（現2歳）牝馬限定のダートグレード競走として創設され、第1回より統一GIIIに格付けられている。ホッカイドウ競馬ではリリーカップ、フローラルカップに続く2歳牝馬三冠競走の最終戦として位置づけられている｡
当初は札幌競馬場のダート1700mで施行されていたが、2000年から2005年までは開催地を門別競馬場に変更。2002年まではダート1800mで、2003年から2005年まではダート1200mで施行。2006年から2008年までは開催地が旭川競馬場に変更され、ダート1600mで施行された。旭川競馬場の廃止に伴い2009年より門別競馬場に戻され距離も1200mとなった。2010年よりGRANDAME-JAPAN・2歳シーズンの第2戦に指定されている。
交流競走としては珍しく地元ホッカイドウ競馬をはじめとした地方競馬所属馬が優勝する例が多く、2024年までの優勝馬の内訳は地方競馬所属馬が15頭（北海道13頭、岩手1頭、佐賀1頭）、JRA所属馬が12頭となっている。
2023年現在、NAR生産牧場賞の対象競走となっている。

### 条件・賞金（2024年）
出走資格
サラブレッド系2歳牝馬、中央・地方選定馬。
- フルゲートは16頭。
- フルールカップの2着以上の馬に優先出走権がある。

負担重量
定量。55kg。
賞金等
賞金額は1着2000万円、2着700万円、3着400万円、4着200万円、5着100万円。
日本軽種馬協会の「NAR2歳牝馬限定競走勝馬馬主への副賞贈呈事業」の対象競走であり、優勝馬の馬主に40万円の副賞金が贈られる。

### 過去の副賞
本競走は2001年から2011年まで、スタリオンシリーズ競走として、特定種牡馬の次年度種付権が副賞として贈られていた。
| 年     | 種牡馬                                                                  | 付与対象者 | 出典   |
| ------ | ----------------------------------------------------------------------- | ---------- | ------ |
| 2001年 | フジキセキ                                                              |            | [ 5 ]  |
| 2002年 | 1着：フジキセキ 2着：スキャン                                           | 馬主       | [ 6 ]  |
| 2003年 | 1着：テイエムオペラオー 2着：スウェプトオーヴァーボード 3着：ディアブロ | 馬主       | [ 6 ]  |
| 2004年 | シンボリクリスエス                                                      | 馬主       | [ 7 ]  |
| 2005年 | シンボリクリスエス                                                      | 馬主       | [ 7 ]  |
| 2006年 | シンボリクリスエス                                                      |            | [ 8 ]  |
| 2007年 | シンボリクリスエス                                                      |            | [ 9 ]  |
| 2008年 | シンボリクリスエス                                                      |            | [ 10 ] |
| 2009年 | キングカメハメハ                                                        |            | [ 11 ] |
| 2010年 | キングカメハメハ                                                        |            | [ 12 ] |
| 2011年 | ハービンジャー                                                          |            | [ 13 ] |

## 歴史
- 1998年 - サラブレッド系2歳・牝馬限定・馬齢重量の中央競馬・地方競馬全国指定交流ダートグレード競走（統一GIII）・エーデルワイス賞を創設。札幌競馬場のダート1700mで施行。
- 2000年 - 施行場・距離を門別競馬場・ダート1800mに変更。
- 2001年 - スタリオンシリーズ競走の対象競走に指定。
- 2003年 - 施行距離をダート1200mに変更。
- 2006年 - 施行場・距離を旭川競馬場・ダート1600mに変更。
- 2007年 - ICSCの勧告により、格付け表記をJpnIIIに変更。
- 2008年 - この年限りでの旭川競馬場廃止に伴い、同競馬場の最終競走として施行された。
- 2009年 - 施行場・距離を門別競馬場・ダート1200mに変更。
- 2010年 - GRANDAME-JAPAN・2歳シーズンの対象競走に指定。
- 2012年 - スタリオンシリーズ競走の対象競走から外される。
- 2020年 - COVID-19の流行により「無観客競馬」として開催。
- 2023年 -「全日本的なダート競走の体系整備」に伴い、施行時期を10月末-11月上旬に変更[14]。
- 2024年 - 負担重量が54kgから55kgに変更。

### 歴代優勝馬
優勝馬の馬齢は2000年まで旧表記、2001年以降は現表記。距離は全てダートコース。
| 回数   | 施行日         | 開催地 | 距離  | 頭数 | 優勝馬             | 性齢 | 所属   | タイム | 優勝騎手 | 管理調教師 | 馬主                       |
| ------ | -------------- | ------ | ----- | ---- | ------------------ | ---- | ------ | ------ | -------- | ---------- | -------------------------- |
| 第1回  | 1998年10月22日 | 札幌   | 1700m | 13頭 | アドマイヤゴールド | 牝3  | JRA    | 1:48.4 | 横山典弘 | 荻野光男   | 近藤利一                   |
| 第2回  | 1999年10月13日 | 札幌   | 1700m | 13頭 | リードスキー       | 牝3  | 北海道 | 1:48.9 | 米川昇   | 手島健児   | 小西芳幸                   |
| 第3回  | 2000年10月12日 | 門別   | 1800m | 14頭 | ナミ               | 牝3  | 北海道 | 1:59.1 | 井上俊彦 | 高岡秀行   | 中田和宏                   |
| 第4回  | 2001年10月04日 | 門別   | 1800m | 14頭 | フェスティバル     | 牝2  | JRA    | 1:56.6 | 小野次郎 | 伊藤圭三   | （有）グランド牧場         |
| 第5回  | 2002年10月03日 | 門別   | 1800m | 14頭 | トーセンリリー     | 牝2  | JRA    | 1:54.6 | 村田一誠 | 戸田博文   | 島川隆哉                   |
| 第6回  | 2003年10月01日 | 門別   | 1200m | 16頭 | エスワンスペクター | 牝2  | 佐賀   | 1:14.7 | 山口勲   | 手島勝利   | 廣松重信                   |
| 第7回  | 2004年10月13日 | 門別   | 1200m | 16頭 | カシマフラワー     | 牝2  | JRA    | 1:14.8 | 松永幹夫 | 高市圭二   | 鹿島直麿                   |
| 第8回  | 2005年10月20日 | 門別   | 1200m | 16頭 | グレイスティアラ   | 牝2  | JRA    | 1:13.7 | 田中勝春 | 手塚貴久   | （有）下河辺牧場           |
| 第9回  | 2006年10月12日 | 旭川   | 1600m | 13頭 | パラダイスフラワー | 牝2  | 岩手   | 1:43.1 | 小林俊彦 | 櫻田浩三   | 山本武司                   |
| 第10回 | 2007年10月11日 | 旭川   | 1600m | 14頭 | マサノミネルバ     | 牝2  | 北海道 | 1:43.3 | 山口竜一 | 堂山芳則   | 中村正子                   |
| 第11回 | 2008年10月16日 | 旭川   | 1600m | 11頭 | アンペア           | 牝2  | 北海道 | 1:43.3 | 山口竜一 | 角川秀樹   | （株）オリオンファーム     |
| 第12回 | 2009年10月22日 | 門別   | 1200m | 14頭 | オノユウ           | 牝2  | 北海道 | 1:14.2 | 武豊     | 角川秀樹   | （株）オリオンファーム     |
| 第13回 | 2010年10月21日 | 門別   | 1200m | 16頭 | リアライズノユメ   | 牝2  | JRA    | 1:11.7 | 福永祐一 | 森秀行     | （株）リアライズ           |
| 第14回 | 2011年10月13日 | 門別   | 1200m | 16頭 | シェアースマイル   | 牝2  | JRA    | 1:13.3 | 丸山元気 | 栗田徹     | 小林秀樹                   |
| 第15回 | 2012年10月25日 | 門別   | 1200m | 14頭 | ハニーパイ         | 牝2  | 北海道 | 1:12.4 | 桑村真明 | 角川秀樹   | （有）グランド牧場         |
| 第16回 | 2013年10月10日 | 門別   | 1200m | 16頭 | フクノドリーム     | 牝2  | JRA    | 1:11.6 | 横山和生 | 杉浦宏昭   | 福島実                     |
| 第17回 | 2014年10月16日 | 門別   | 1200m | 16頭 | ウィッシュハピネス | 牝2  | JRA    | 1:12.9 | 戸崎圭太 | 沖芳夫     | 前田晋二                   |
| 第18回 | 2015年10月15日 | 門別   | 1200m | 15頭 | タイニーダンサー   | 牝2  | 北海道 | 1:14.1 | 桑村真明 | 角川秀樹   | （有）グランド牧場         |
| 第19回 | 2016年10月13日 | 門別   | 1200m | 16頭 | リエノテソーロ     | 牝2  | JRA    | 1:12.8 | 吉田隼人 | 武井亮     | 了徳寺健二                 |
| 第20回 | 2017年10月12日 | 門別   | 1200m | 16頭 | ストロングハート   | 牝2  | 北海道 | 1:12.4 | 阿部龍   | 角川秀樹   | （有）グランド牧場         |
| 第21回 | 2018年10月16日 | 門別   | 1200m | 16頭 | アークヴィグラス   | 牝2  | 北海道 | 1:13.5 | 石川倭   | 小野望     | アークフロンティア（株）   |
| 第22回 | 2019年10月10日 | 門別   | 1200m | 15頭 | コーラルツッキー   | 牝2  | 北海道 | 1:12.3 | 服部茂史 | 田中淳司   | （株）皐月                 |
| 第23回 | 2020年10月15日 | 門別   | 1200m | 15頭 | ソロユニット       | 牝2  | 北海道 | 1:12.2 | 阿部龍   | 角川秀樹   | 村上雅規                   |
| 第24回 | 2021年10月14日 | 門別   | 1200m | 14頭 | スピーディキック   | 牝2  | 北海道 | 1:12.2 | 岩橋勇二 | 石本孝博   | 加藤鈴幸                   |
| 第25回 | 2022年10月20日 | 門別   | 1200m | 16頭 | マルカラピッド     | 牝2  | JRA    | 1:13.7 | 小沢大仁 | 今野貞一   | 日下部猛                   |
| 第26回 | 2023年11月01日 | 門別   | 1200m | 14頭 | モズミギカタアガリ | 牝2  | 北海道 | 1:13.1 | 黒澤愛斗 | 米川昇     | （株）キャピタル・システム |
| 第27回 | 2024年10月31日 | 門別   | 1200m | 12頭 | ミリアッドラヴ     | 牝2  | JRA    | 1:13.1 | 西村淳也 | 新谷功一   | 白石明日香                 |

### 各回競走結果の出典
- エーデルワイス賞 歴代優勝馬（地方競馬全国協会）
- JBISサーチ
  - 1998年、1999年、2000年、2001年、2002年、2003年、2004年、2005年、2006年、2007年、2008年、2009年、2010年、2011年、2012年、2013年、2014年、2015年、2016年、2017年、2018年、2019年、2020年、2021年、2022年、2023年